# 和平學

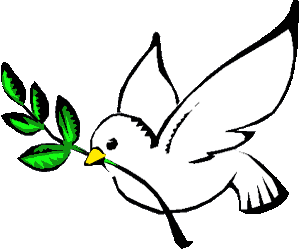
和平鴿

和平學（英語：irenology），又稱和平研究（英語：peace studies）或和平與衝突研究（Peace and conflict studies），是人文学科裡的一門跨領域學科。以解決國際衝突與實現世界和平的秩序為目標，希望用科學的方法研究達成世界和平價值的方法及條件。和平學為一門跨政治學、社會學、經濟學、人類學以及心理學等的應用學科，新興於第二次世界大戰後的西方。

## 名稱
和平學在英文有許多不同的對應名稱，如 。有人將 、 合稱 ，不過國際學術界通常以  或  稱呼這門學科。

## 研究範疇
該學科主要目的在於研究以暴力與非暴力運動來達成訴求的行為以及以其他各種不同的方法來解決國與國之間的衝突。為了能找到以理性且有說服力的方法來解決衝突進而達成世界和平的目的。和平學旨在研究衝突與和平這個極其複雜的問題，識別、分析並盡可能消弭不同形式的暴力，藉由非暴力手段治理社會衝突。和平學建立在「和平」的價值標準上，也就是研究「如何以和平的方式實現和平」。該學科的核心問題為和平的本質定義、實現和平的條件與方法。
該學科的學生須具備許多不同領域的專業知識，例如歷史學、人類學、政治學、物理學、哲學、開發學及大眾傳播學等。在許多西方學校，和平與衝突研究常常與政治學或國際關係學隸屬于同一個學院。但隨著該學科的發展完全和擴展，許多世界知名學府譬如曼尼托巴大學、加州大學柏克萊分校等都紛紛投入更多的資源於該學科的研究。

## 發展
和平學（和平研究）的出現，在於人們不希望戰爭。一般人認為非戰即降，但和平運動者相信「和平」也是一種選擇，也就是積極地在戰爭與投降之間試圖尋找第三條道路，而和平研究學者的責任便是尋找那條路。
和平研究與和平運動的發展是密不可分的。第一次世界大戰後，人們開始認真思考如何消除戰爭，和平研究因此出現；第二次世界大戰中，原子彈對日本廣島和長崎百姓造成的嚴重傷亡促成了和平研究實驗室（Peace Research Laboratory）的成立。二戰後，面對美國和蘇聯的對峙，西歐國家（夾於兩者之間）也興起了和平運動。冷戰也促使國際間的和平研究進入有組織的學科化發展階段。北歐國家也在約翰·加爾頓影響下成立了和平研究機構。美國遭受越戰衝擊之後，學界也開始積極進行和平研究。在美國以及歐洲，有相當多大專院校開設和平研究相關的課程。

## 延伸閱讀
- 刘成. 化解冲突 和谐共存——和平学研究简介. 中国社会科学报. 2011-02-15.（简体中文）
- 施正鋒. 和平研究與和平教育（页面存档备份，存于）. 教育研究月刊. 2003-10.（繁體中文）